# كونراد ولز
كونراد ولز (بالإنجليزية: Conrad Wells)‏ هو مصور سينمائي أمريكي، ولد في 1901 في مانهاتن في الولايات المتحدة، وتوفي في 2 يناير 1930 في سانتا مونيكا في الولايات المتحدة.

## وصلات خارجية
- كونراد ولز على موقع IMDb (الإنجليزية)
- كونراد ولز على موقع أول موفي (الإنجليزية)
- كونراد ولز على موقع قاعدة بيانات الفيلم (الإنجليزية)
- كونراد ولز على موقع كينوبويسك (الروسية)